# أدب بلجيكي

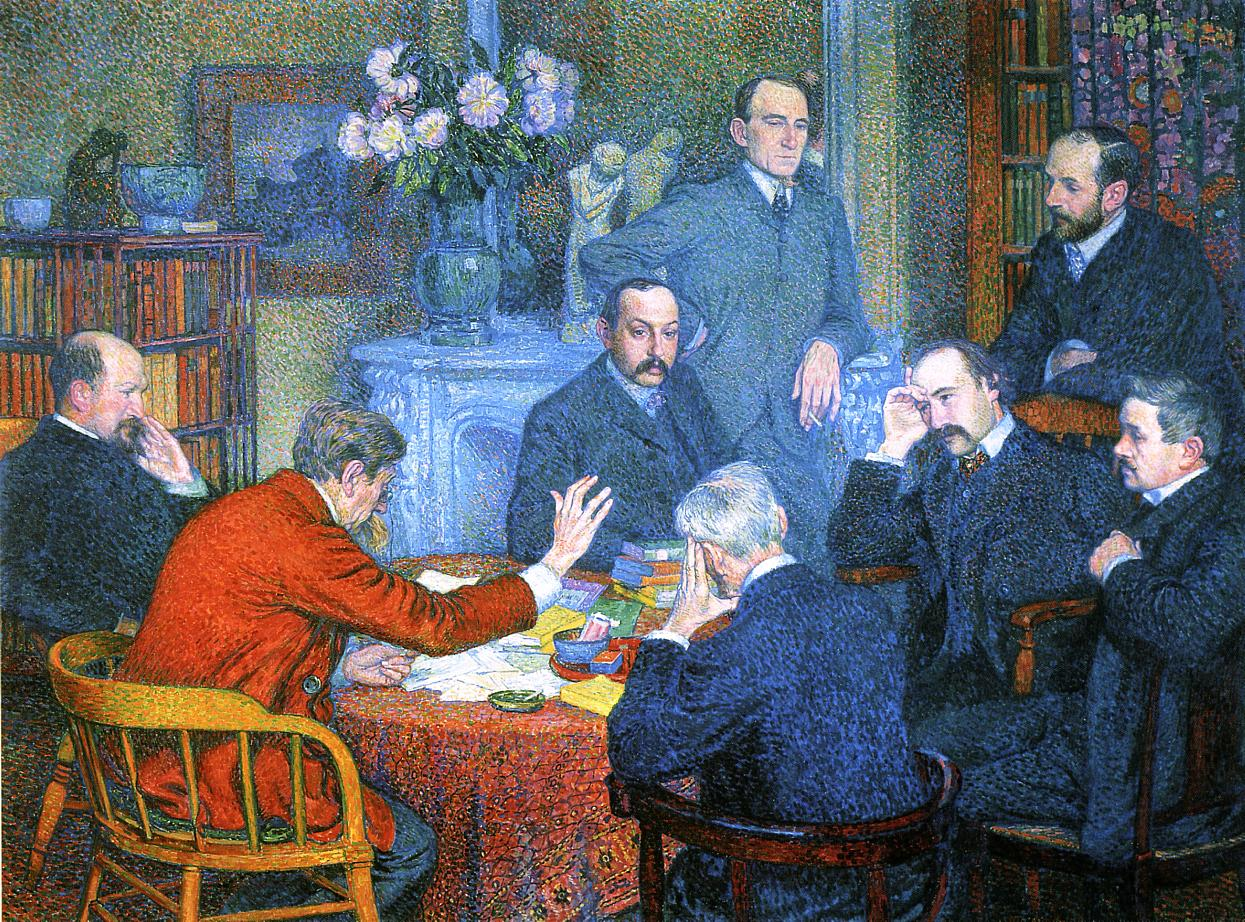

نظرًا لأن بلجيكا بلد متعدد اللغات، ينقسم الأدب البلجيكي إلى فرعين لغويين رئيسيين يتبعان اللغتين الأكثر تحدثًا في البلاد - الهولندية والفرنسية. الألمانية هي اللغة الثالثة في بلجيكا ويتحدث بها مجتمع صغير يتكون من حوالي 70،000 متحدثًا باللغة الألمانية من المجتمع الناطق بالألمانية في بلجيكا المتاخم لألمانيا.
توجد بعض المؤلفات أيضًا باللغات الإقليمية في بلجيكا، مع الأعمال المنشورة في كل من لغة الوالون ، والتي تتعلق بالفرنسية، وكذلك في العديد من اللهجات الإقليمية الفلمنكية أو الهولندية.